# Marcos Valcárcel
Marcos Valcárcel López (Orense, 3 de marzo de 1958 - id., 5 de diciembre de 2010) fue un historiador, periodista y escritor español.

## Trayectoria
Nacido en una familia de joyeros de la ciudad de Orense, se licenció en Historia por la Universidad de Santiago de Compostela, donde también se doctoraría. Se especializó en historia contemporánea de Galicia, y en particular en el periodo que comprende los primeros años del siglo XX y la formación del galleguismo. Periodista en su ciudad natal, perteneció a distintas asociaciones culturales y reivindicativas de la misma, entre las que destaca el Club Cultural Alexandre Bóveda, del que fue fundador y presidente. Laboralmente dio clase de Historia en Educación secundaria en distintos centros de enseñanza de la ciudad orensana.
En sus libros de historia se dedicó fundamentalmente a explorar el  pasado del periodismo en la provincia de Orense y en la biografías de escritores de la ciudad de Orense, como Ramón Otero Pedrayo, Carlos Casares o Xaquín Lorenzo, pero también de Eladio Rodríguez González o Xesús Ferro Couselo. Políticamente, fue militante de Unidade Galega.
En 2006 añadió a su labor periodística la edición del blog As uvas na solaina, del que fue promotor y unos de los autores principales, junto con Afonso Vázquez-Monxardín o Xosé Ramón Quintana. A finales de 2008 y coincidiendo con la presentación de un libro sobre la historia de su ciudad, recibió un homenaje del público en el Liceo Recreo Ourensán, al que acudieron más de 300 personalidades del tejido cultural orensano y gallego.
En 2009 recibió la Medalla Castelao en reconocimiento a su contribución a la cultura gallega.

## Obras
- A prensa en Ourense e a súa provincia. Catalogación e estudio (1987)
- Ramón Otero Pedrayo. Vida, obra e pensamento, (1988), escrito en colaboración con Xosé Ramón Quintana.
- A cidade da Xeración Nós (1996)
- Xesús Ferro Couselo 1906-1975 : unha fotobiografía (1996)
- Eladio Rodríguez González. Vida e obra (2001)
- Ourense craro río, verde val: a cidade na voz dos seus poetas (2001)
- Carlos Casares, punto de encontro (2002)
- Xaquín Lorenzo. Vida e obra (2004)
- O poder da palabra (2006)
- Historia de Ourense (2008)

## Vida personal
Casado, tuvo una hija.
Tras su muerte, producida por esclerosis lateral amiotrófica, fue incinerado y sus cenizas fueron esparcidas en Finisterre.